# 流路形状
流路形状（りゅうろけいじょう）は、河川の部分的な流路（川筋）の地形の総称である。
これに対し、主要流路（本川、本流）、分岐する流路（派川、分流）合流する流路（支川・支流）などに加え、湖沼なども含めた、流路を部分的に共有する河川全体の体系を水系と呼び、これらの水系が水を集める範囲（分水界の内側）を流域と呼ぶ。水系は流路を同じくする河川全体を一体的にとらえて体系化する概念・分類法である。

## 分類

### 本川
読みは「ほんせん」。ある河川より分岐する流路（後述）や河川に加わる流路（後述）がある場合、それらの流路に対して主要な流路という意味で呼ばれる。俗に本流（ほんりゅう）、また主要流路（しゅようりゅうろ）、あるいは主流（しゅりゅう）とも呼ばれる。

### 支川
支川（しせん、英語：tributary）とは、他の河川に合流する河川を指す。俗に支流（しりゅう）とも呼ばれる。
本川の左岸（川下（河口側）を向いたときの左側の岸）に合流する川を左支川、右岸に合流する川を右支川と呼んで区別する。また、本流に直接合流する川を一次支川、一次支川に合流する川を二次支川というように、次数によって段階的に分類する場合がある。
自然地理学の一分野である山岳誌（orography）においては、支川は、川の水源に近いものから河口に近いものまでの順序で番号を付けられる。
支川に対し、本流から分かれて流れてゆく川を派川という。

### 本川と支川の解釈
川が合流するとき、一方の川の方が距離が長く、流量も多い場合には、本川と支川の区別は明らかである。しかし、一方の川が距離は長いが流域が狭く、流量が少ないのに対し、他方の川は短いが流域が広く、流量が多いといった場合などは、支川と本川の区別がつけにくい。上流部ではどちらの川も小さいため、区別の難しいところも多い。
こうした場合、本川と支川を区別する決まった規則はない。例えばスイスでは、アルプスに源を発するライン川とアーレ川が合流しているが、アーレ川のほうがより多くの水を運んでくるにもかかわらずより距離の長いライン川を本川としている。また、ミシシッピ川上流では、より長いミズーリ川よりも、より多くの水量を集めるミシシッピ川のほうが本流とみなされる逆のケースもある。その他、歴史的事情で短い川のほうが本川となっている場合もある。

### 派川

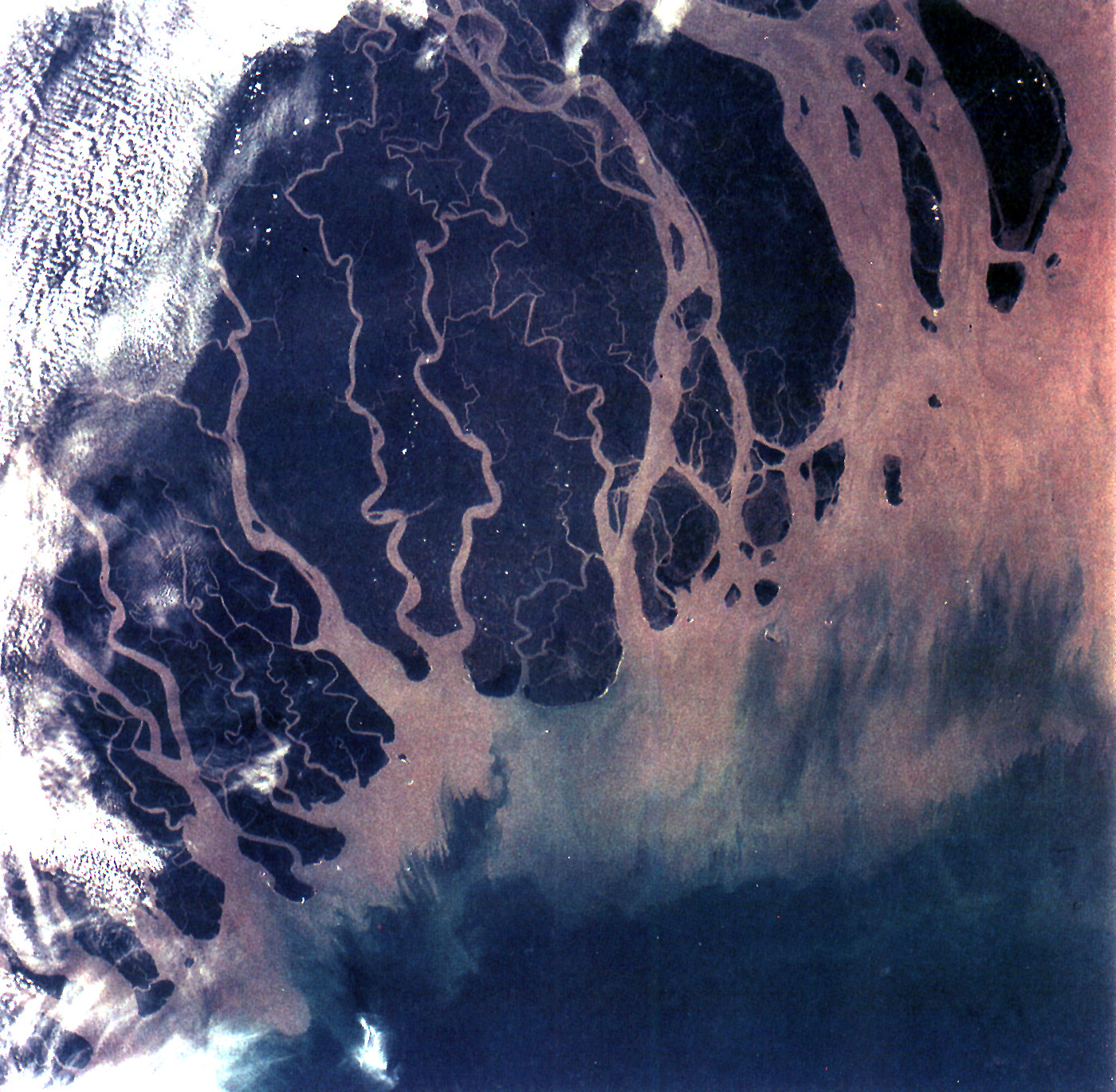
バングラデシュのガンジス川デルタ、無数の分流が海に出る

派川（はせん、英語：distributary）は、川が海に出る前に、本流から分かれてゆく川のことをさす。俗に分流（ぶんりゅう）とも呼ぶ。
多くの場合、河口で三角州（デルタ）を形成している。また、分岐した川が再度本流に合流し、中州を作ることもある。派川が発生すること、および派川が分岐する地点を河川分岐、分岐点、分流点、分派点、分派口と呼ぶ。派川の反対は支川（本流に集まってくる川）あるいは本川である。
派川はしばしば、本流沿いの町を洪水から守るため、人工的に造られることもある。こうした派川は放水路と呼ばれている。
派川が本川に変わってしまうような例もある。ミシシッピ川河口では多くの派川がデルタを形成しているが、その中にミシシッピ川が海に向かって東へ流れを変える地点で、まっすぐ南のメキシコ湾方向へ分岐するアチャファラヤ川（Atchafalaya）がある。この川はミシシッピ川から多くの水量を奪い、本川以上に急勾配の流路となってミシシッピ川より大きくなりつつある。これはミシシッピ川の港であるニューオーリンズにとっては、川を流れる水が減って港湾機能の低下につながる大きな問題であるため、アチャファラヤ川への水量を調整するダム（『Old River Control Structure』）が建設され、ミシシッピ川が小さくなることには歯止めがかけられた。
南米にはカシキアレ川（Casiquiare）というオリノコ川上流で分岐する派川があるが、世界最大の「天然運河」として知られている。オリノコ川から分かれたカシキアレ川はアマゾンの熱帯雨林を流れアマゾン川支川のネグロ川に注ぎ込むが、これによってオリノコ川水系とアマゾン川水系が結ばれている。二つの水系を結ぶ河川としては世界最大である。よって厳密にはオリノコ川水系はアマゾン川水系の一部である。
その他、世界の大きな派川には、ライン川下流の3つの主要な派川、アイセル川（IJssel、旧ゾイデル海、現アイセル湖に流入）、ワール川（Waal、ロッテルダム港とドイツを結ぶ河川交通の要路であり、ライン川の水量の3分の2を海に流す）、ネーダーライン川（下ライン川、Nederrijn、Lower Rhine）がある。またインド南部のカーヴィリ川の派川・コッリダム川（Kollidam）、ガンジス川の派川で大都市コルカタを流れるフグリー川（Hoogli）などは有名である。

### 合流

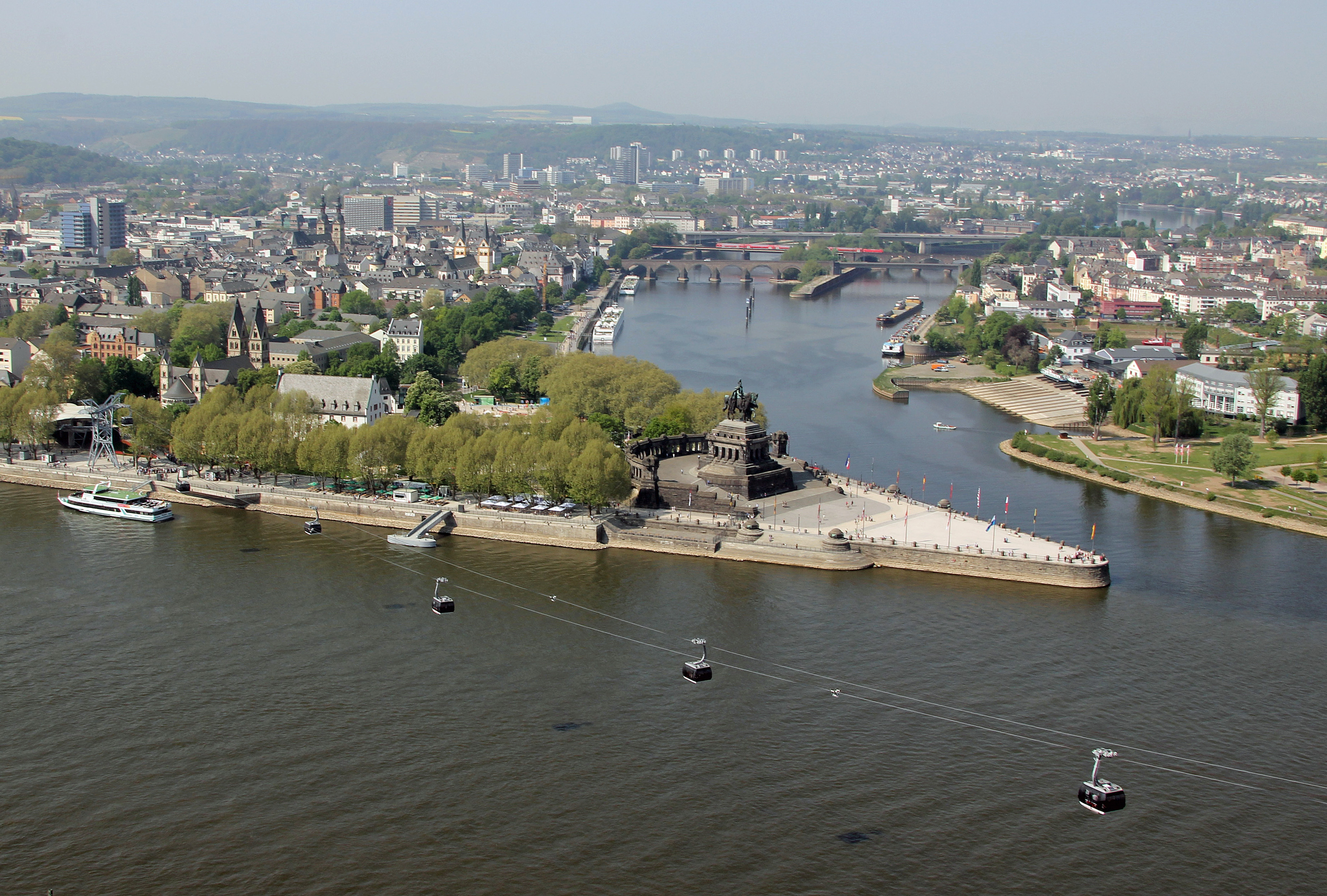
ドイチェス・エック（Deutsches Eck、ドイツの角）の異名を持つコブレンツの合流点。両方の川の色は土壌の差のため異なり、合流後も20 kmにわたり色が分かれたまま川の水が流れる

合流（ごうりゅう、英語：confluence）とは、地理学では二つ以上の水の流れが合わさることをいう。通常、支川がより大きな川に流れ込むことを指す。こうした地点は合流点と呼ばれる。
近代以前は河川が重要な交通ルートであったことから、合流点には交通結節点として集落や市などが成立し、これらの中には現在の都市につながるものも多い。例として、ドイツのコブレンツはライン川と支川のモーゼル川が合流するところに建設された街で、その名は古代ローマの砦、カストルム・アド・コンフルエンテス（合流点の城砦、の意）に由来する。日本においても河合や落合といった地名・人名は合流点に由来する場合が多い。アイヌ語で川の合流点はプトゥと呼ばれる。明治期に北海道に入植した和人によりプトゥは「太」と当て字された。現在でも北海道の大河川流域、例えば石狩川流域には、「雨竜太」（うりゅうぶと・雨竜川との合流点）、「空知太」（そらちぶと・空知川との合流点）、「江別太」（えべつぶと・江別川（千歳川）との合流点）といった地名が存在する。
また、流れのない二つ以上の水面、例えば湖と運河や、運河同士が合わさる場所も合流点と呼ばれる。
河川などの合流から類推して、二つ以上の道路が一つに合わさることも「合流」と呼ばれる。

### 旧河道
旧河道（きゅうかどう）とは、蛇行が激しく水害がたびたび起こる暴れ川などで、河川を直線に改修したあとに残る、元の川の流れのこと。旧河川とも呼ぶ。都市部などでは暗渠化されたり、埋め立てられたりする。また、暗渠河川のことを旧河道と呼ぶこともある。「旧○○川」と称されることが多い。

#### 日本の旧河道
- 旧呑川（呑川の旧河道・暗渠遊歩道化）
- 旧荒川（荒川の旧河道。びん沼川もそのひとつ）
- 旧入間川（入間川の旧河道。毛長川方面へ流れていた。自然に宅地化していった例）
- 古隅田川
- 古綾瀬川
- 大落古利根川
- 旧太田川